# 長光院 (我孫子市)
長光院（ちょうこういん）は、千葉県我孫子市にある曹洞宗の寺院。

## 歴史
創建年代は不明である。ただ旧湖北村が発行した『湖北村誌』によれば、1772年（明和9年）に法岩院第18世住職心牛牧宗が隠居所の「長光庵」を「長光院」として寺院化したという。しかし1740年（元文5年）の『中峠村田畑社地不残大概書』に既に「長光院」の記述があることから、明和以前から既に存在していたものと推測される。当院の墓地はさらに古く、元禄（1688年 - 1704年）にまで遡ることができる。
1852年（嘉永5年）に火災で焼失し、記録等を失っている。ただ当院にあった誕生釈迦仏は本寺の法岩院に移されている。かつて当院では灌仏会を催していたことを示すものである。
嘉永の火災以降、本堂は仮堂のままであったが、1975年（昭和50年）に本堂に代わる観音堂が新築されて現在に至っている。幕末・明治初期には寺子屋が営まれていたという。

## 交通アクセス
- 湖北駅より徒歩8分。